# Monasterio de San Salvador (Celorio)

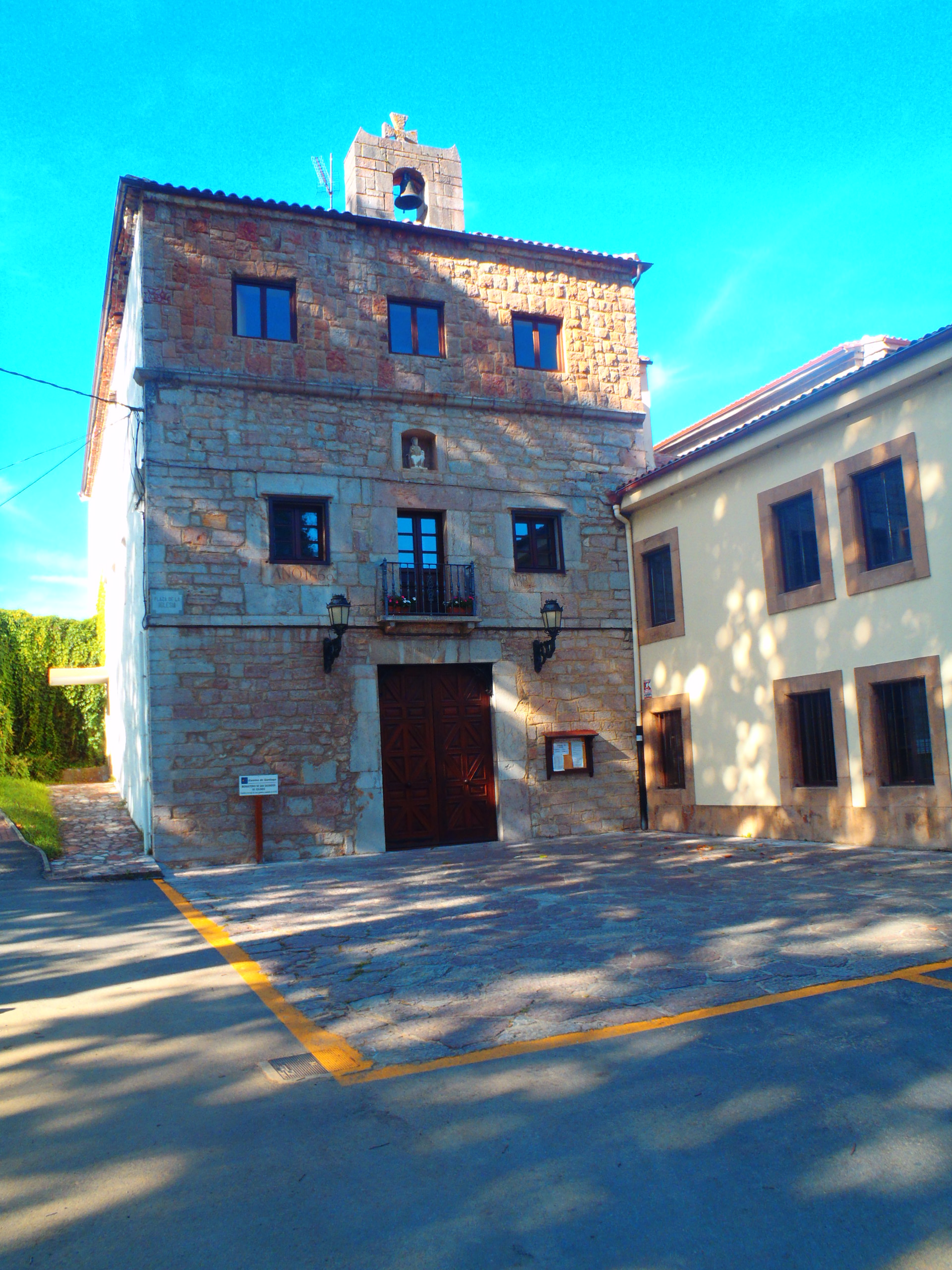
Iglesia de San Salvador de Celorio.

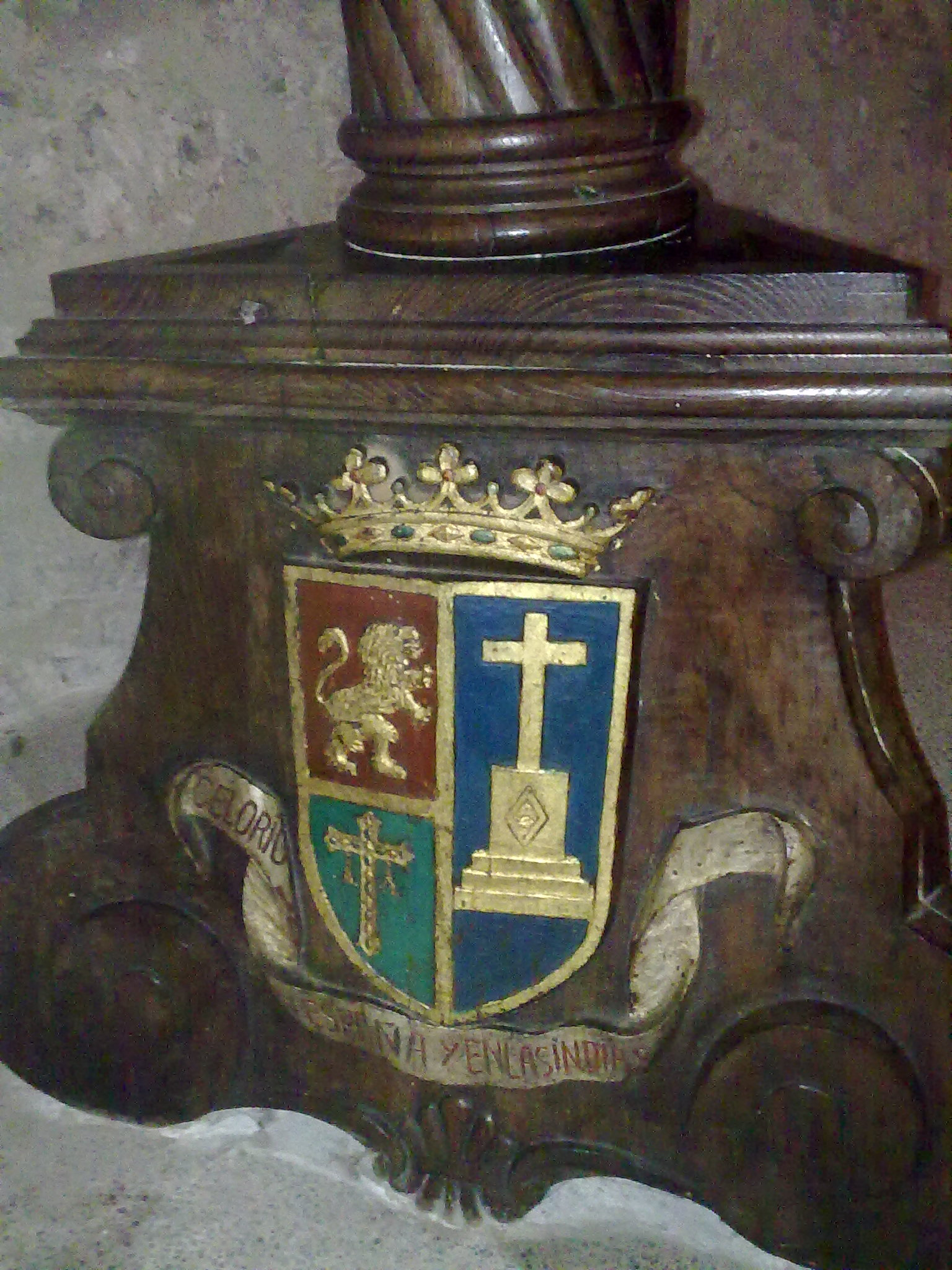
Escudo de Celorio que figura en el atrio de la Iglesia de San Salvador

El monasterio de San Salvador y su iglesia, actual parroquia, están situados en la localidad asturiana de Celorio, en el concejo de Llanes, en el norte de España.
En su origen fue un pequeño cenobio monástico de fundación controvertida, habitado en el siglo XII por monjes benedictinos, quienes ya en el siglo XVII establecieron en él colegio de Filosofía. En la segunda mitad del siglo XVII sufrió una profunda remodelación, no conservándose de las edificaciones originales más que una torre de tres cuerpos con arcos de medio punto en el superior y el arco de una portada a los pies del templo, de estilo románico tardío.
En 1835 el monasterio fue desamortizado, cayendo en abandono. En el año 2008 el Instituto Superior de Estudios Teológicos del Semirario Metropolitano de Oviedo, en su boletín  Studium Ovetense publicó Despedida de Celorio, un poema inédito hasta entonces del último abad de San Salvador de Celorio, Fray Anselmo Petite, que recoge los angustiosos momentos vividos la víspera y, sobre todo, la noche previa al día en que la comunidad fue exclaustrada. Sus versos transmiten todos los pensamientos que se agolpan en la cabeza del fraile de Celorio entre la tarde del 27 de octubre de 1835 y la mañana del día siguiente. La impotencia, la culpabilidad, la angustia y la incertidumbre son los sentimientos que se superponen verso a verso a lo largo de todo el poema, lo que hace este poema excepcional por la rareza de su temática. Sobre la exclaustración, José F. Menéndez dice: «En el Libro de Consejo sólo leemos estas frías y lacónicas palabras: "En el día 24 de octubre de 1835 celebróse Consejo en este Real Colegio de San Salvador de Celorio, presidido por el R. P. Abad, con los PP., que al presente son: Fr. José Martín, Fr.' Dionisío Muñiz, Fr. Leandro Olite y yo el secretario Fr. Fermin Alvarez Villamil. El padre Abad díó cuenta de la supresión de la Comunidad y de toda la Orden". Así terminan los libros. Nada más dijo el Abad y nada hubieron de replicar los monjes; con su silencio, con la humildad que prepararían sus equipajes. Y salieron de aquella casa de donde violentamente se les expulsaba, protestaban de aquel acto de injusticia y de pillaje que con  ellos se acababa de cometer».
Los últimos abades del Real Monasterio de Celorio (1789 a 1835)fueron: P. M. Fr. Facundo del Llano (1789~1793), Gerónimo González Piloña (1793~1797), José Samaniego (1797-1801), Juan Íñiguez (1801-1805), Manuel Iglesias (1805-1814), Bernardo Samaniego (1814-1818), Miguel Godos (1818-1822), Bartolomé Conde (1822~1824), Benito Briones (1824-1828), Ramón Alegría (1828-1832) y Albito Petite (1832-1835).
En 1921 fue adquirido por la Compañía de Jesús para dedicarlo a Casa de Ejercicios.
Durante 1937 y 1938 albergó un campo de concentración franquista para prisioneros y represaliados republicanos durante la Guerra Civil.

## Fundación
Luis Fernández Martín, que ha reunido un importante conjunto documental acerca del monasterio, afirma que su fundación fue obra de Fernando I (1037-1065). Con todo, la primera referencia documental conservada es ya de 1112 y no parece que pueda ser anterior a ese siglo.
Ambrosio de Morales, comisionado por Felipe II para reunir libros y reliquias con destino al Monasterio de El Escorial, lo visitó en 1572, describiéndolo en términos poco halagüeños junto con el de San Antolín de Bedón, que había sido anexionado al del Salvador en 1544 a petición de los caballeros y vecinos de Llanes: 

Son dos pequeños Monesterios, media legua uno de otro en la Costa de la Mar, a una legua de la Villa de Llanes, y son de Benitos. No tienen memoria de fundación, ni de otra cosa, sino que en ambos hay muchas sepulturas de Hidalgos de la tierra. No tienen Reliquias ni Libros. Los Monges dicen, que de unos en otros ha venido que son fundaciones de aquellos Hidalgos Estradas y Aguilares, y otros de los que allí están enterrados.

Ya en el siglo XVIII Jovellanos volvió a ocuparse de él, anotando el resultado de su visita:

Fuimos al convento: reconocimos en el oratorio una arquita de reliquias hallada bajo el altar mayor con inscripción de tinta sobre la madera (de roble), no es en todo legible, pero sí el nombre del abad Rodrigo y la Era MCCX, que corresponde al año 1212. En el archivo hay hartos pergaminos que no pudimos reconocer: uno de Da Urraca es de la Era MCC.X.VII, reinando en León D. Alfonso IX y Dª Berenguela. Bebimos con el abad y monjes.

Manuel García Mijares, sin embargo, en sus Apuntes históricos, genealógicos y biográficos de Llanes y sus hombres, editados en 1893, afirmaba que en una lápida en letras versales que, al parecer, se encontraba en el claustro bajo, actualmente desaparecida, se atestiguaba la fundación en la era 1055, año 1017, habiendo sido sus fundadores «dos poderosos señores de Asturias llamados Alfonso y Cristilda». El texto, en la transcripción de García Mijares, decía:

XVII-KAL: YANUARII ERA LV –(1017) ALFONSUS ET CRISTIDI HANC BASILICAM PROPTER AMOREM DEI FACIMUS

Otra versión tardía de la fundación se puede encontrar en la «Tabla de aniversarios y sufragios de Celorio», manuscrito en papel del siglo XVIII, actualmente en el Archivo Histórico Diocesano de Oviedo, donde la fundación se hacía remontar al año mil, fijándose el 22 de enero de cada año para su conmemoración, celebrándose en ese día misa y responso cantado «por los Señores Reyes Catholicos, fundadores y bienhechores de este Monasterio desde el año de mil de su fundación en adelante».

## Utilización
El monasterio fue objeto de numerosos usos, llegando incluso a ser una casa de peregrinos y un taller de artes.
En la guerra fue utilizado como campo de prisioneros hasta, al menos, abril de 1938.
Hasta el mes de noviembre de 2010 el convento estaba ocupado por un grupo de monjas pertenecientes a la Congregación de Esclavas de Cristo Rey que lo abandonaron definitivamente el mes de octubre, dejando a cargo del convento a un matrimonio de guardeses. Desde entonces se utiliza únicamente la parte dedicada a "Casa de Ejercicios", que es alquilada por la Compañía de Jesús, sobre todo durante los meses de verano. No están contempladas visitas al mismo.